# Infrastruktúra
Az infrastruktúra fogalmát több gazdasági ágazatban – esetenként némileg eltérő jelentéstartalommal – értelmezik. Így beszélhetünk például a gazdaság fejlődéséhez szükséges energia-, közlekedés-, telekommunikációs infrastruktúráról, illetve környezetvédelmi, oktatási, mezőgazdasági stb. infrastruktúráról, vagy éppen humáninfrastruktúráról. Az infrastruktúra olyan gazdasági feltételek gyűjtőneve, amelyek nem vesznek részt közvetlenül a termelési folyamatokban, de közvetve befolyásolják a termelés fejleszthetőségét.
A közlekedés, hírközlés területén infrastruktúrának nevezünk minden olyan berendezést és az általuk létrehozott minden olyan hálózatot, amely a szállításhoz és hírközléshez szükséges. Ide tartoznak tehát a szárazföldi (közúti, vasúti) szállítási, belvízi szállítási (folyók, csatornák), tengeri szállítási (kikötők, hajóutak), légi közlekedési (repülőterek, légifolyosók) hálózatok. Továbbá infrastruktúrát alkotnak a vízelosztási, energiaelosztási (villanyáram, olaj, gáz) és távközlési (telefon, rádió, televízió, telematika stb.) hálózatok, beleértve a műholdrendszereket.
Az infrastruktúra fogalmát tágabban értelmezve beszélhetünk például társadalmi, oktatási, stb. infrastruktúráról. Utóbbi esetén az oktatás feltételeit biztosító eszközállományt és az oktatási intézmények hálózatát érthetjük alatta.
A humáninfrastruktúrához tartozhat például az oktatási, a szociális és az egészségügyi intézmények hálózata.